# 경포생태저류지
경포생태저류지(鏡浦生態貯留池, Gyeongpo Ecological Storage Site)는 대한민국 강원특별자치도 강릉시 죽헌동에 위치한 저류지이다. 경포호 수량 조절을 위해 2013년 8월 준공되었다.

## 건립 경위
녹색 도시 조성 사업의 일환으로 경포 습지가 조성되면서 경포 호수로 유입되는 수량을 조절하기 위해 2009년부터 2015년까지 공사가 이루어졌다.

## 건립 과정
2010년 31만 9000㎥에 호안 및 토공(土工) 공사를 실시하였고, 2011년 군정교(郡丁橋) 확장, 방류 수문 및 수량 조절보 설치, 2013년 저류지 조성 1단계 공사를 준공하였으며, 2014년부터 2015년 2단계 공사로 친수 공간 조성 공사를 진행하였다.

## 현황
저류지 중심을 가로질러 메타세콰이어를 심어 산책로를 조성하였고 인근 유휴지는 한 때 코스모스와 유채꽃을 심어 볼거리를 제공하기도 했으나 저류지의 습한 토양 특성상 효과를 보지 못하자 2019년부터는 한우 조사료 수확 목적으로 습한 토양에서도 잘 자라는 옥수수와 청보리 등을 심고 있다.

## 사진

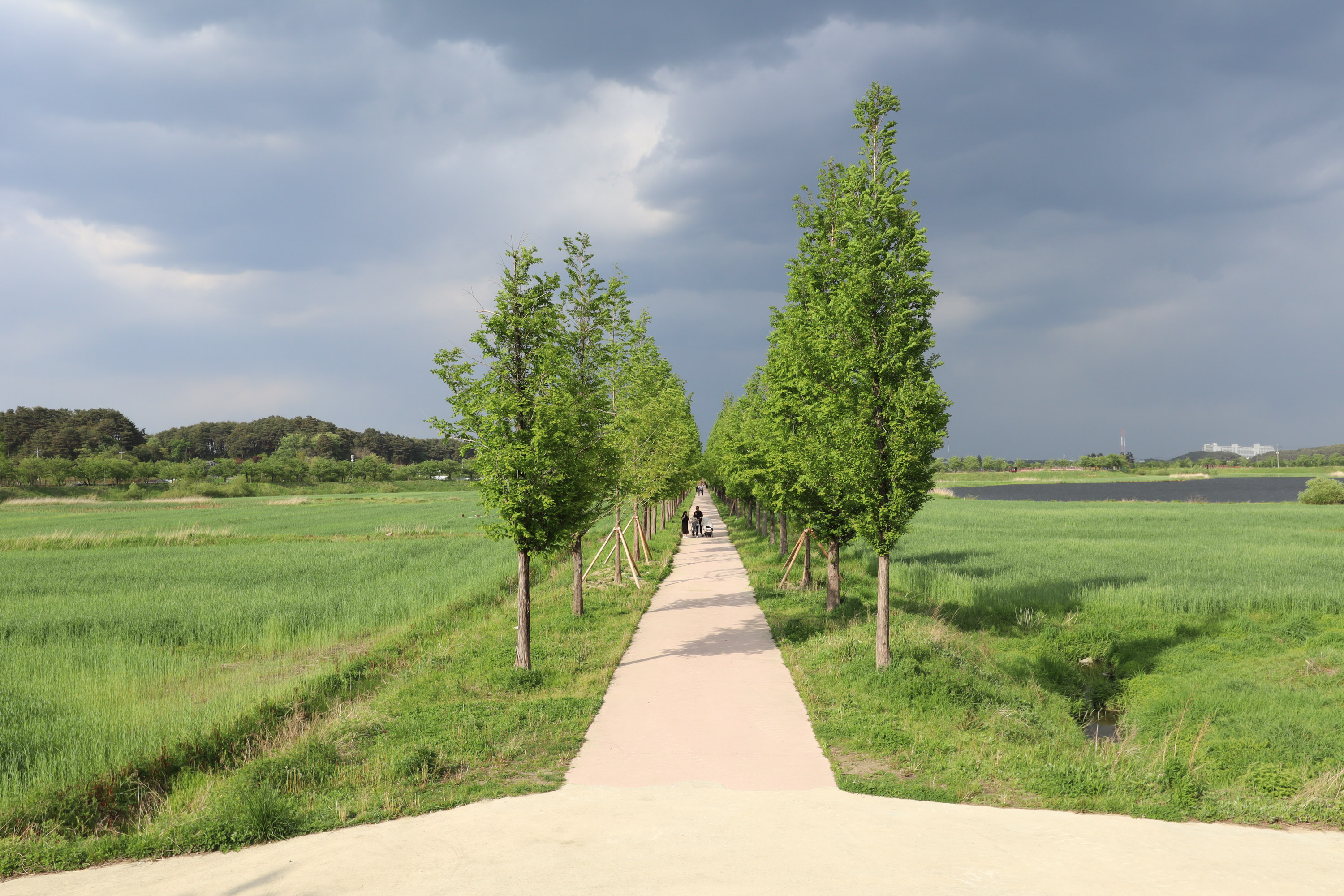
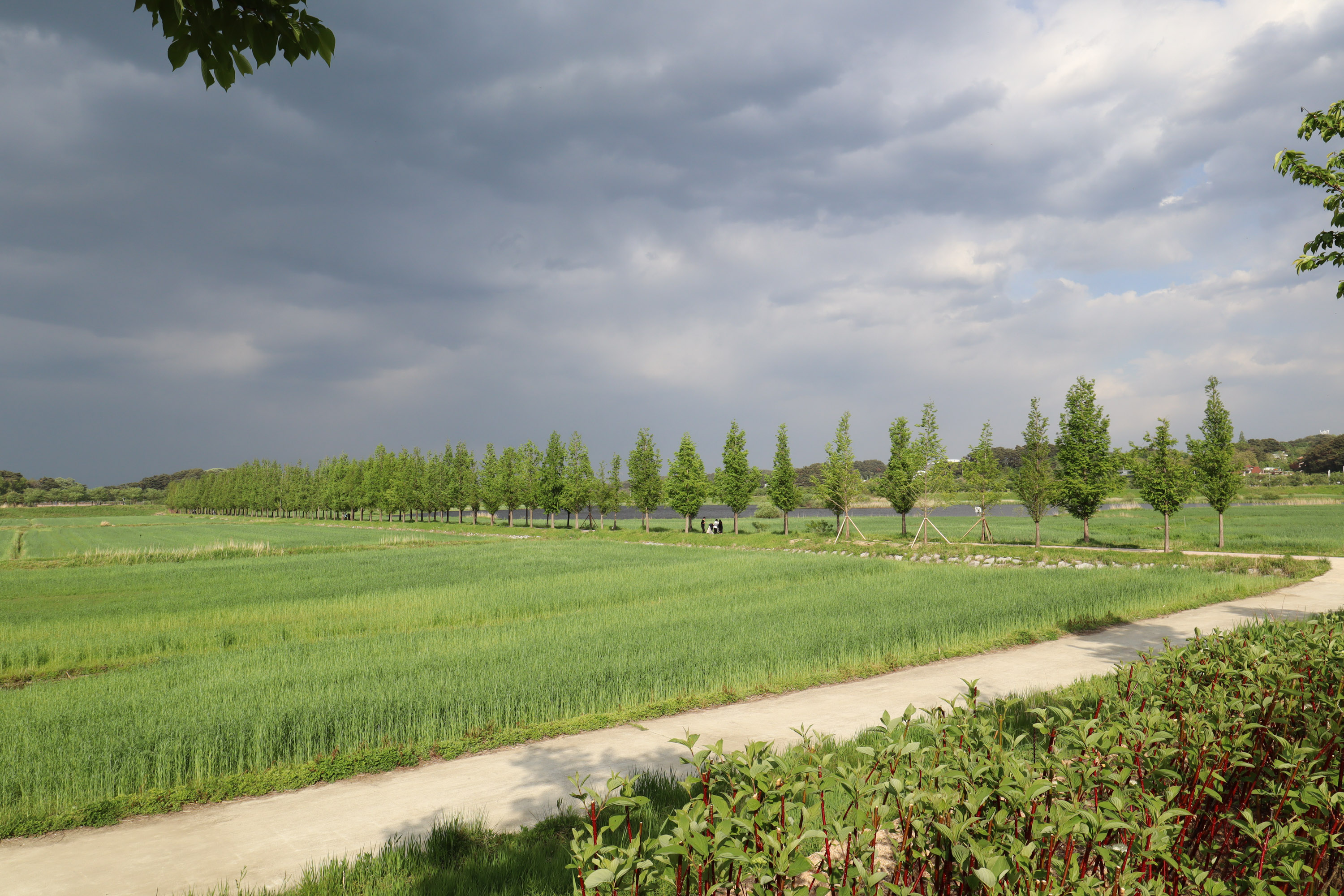
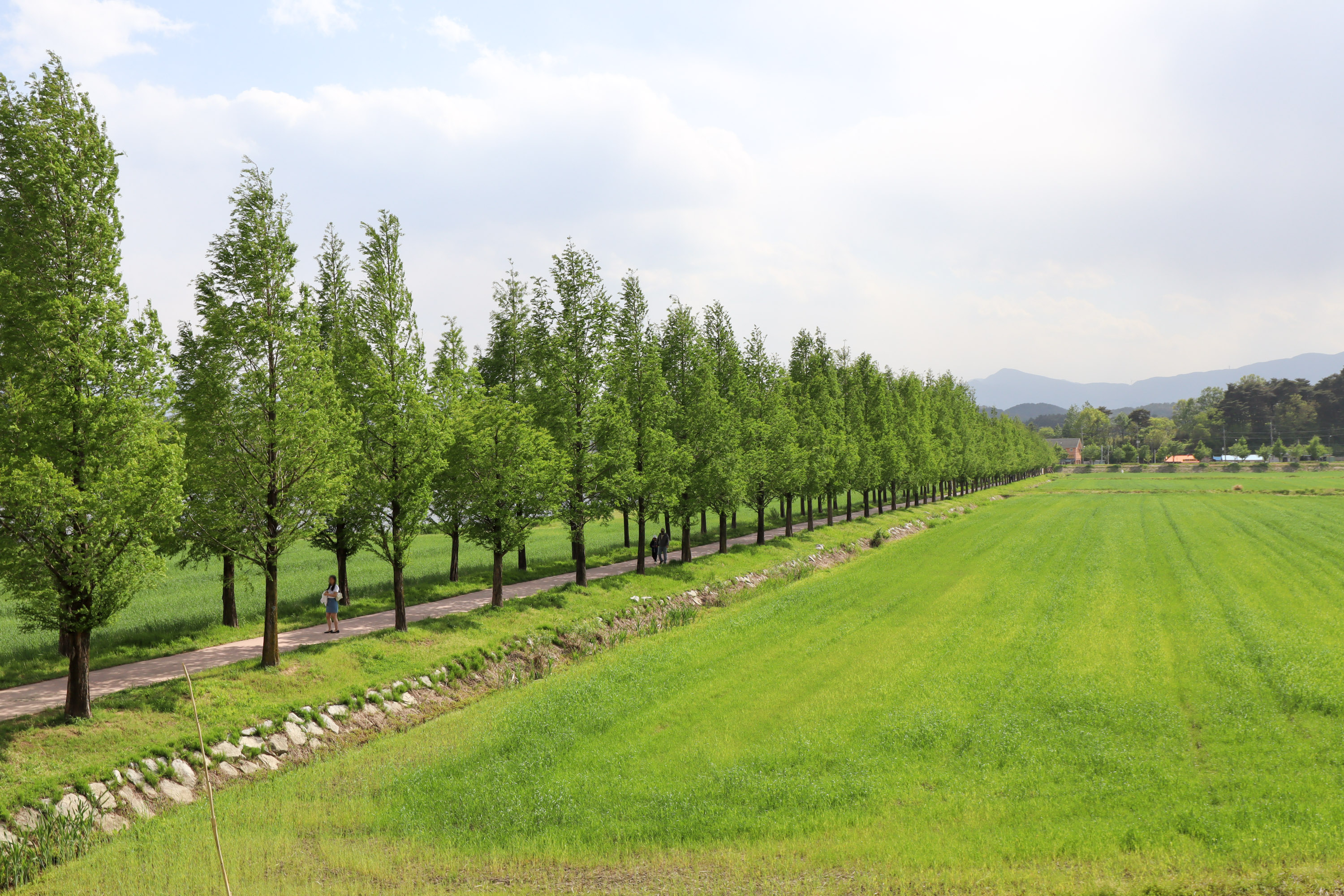
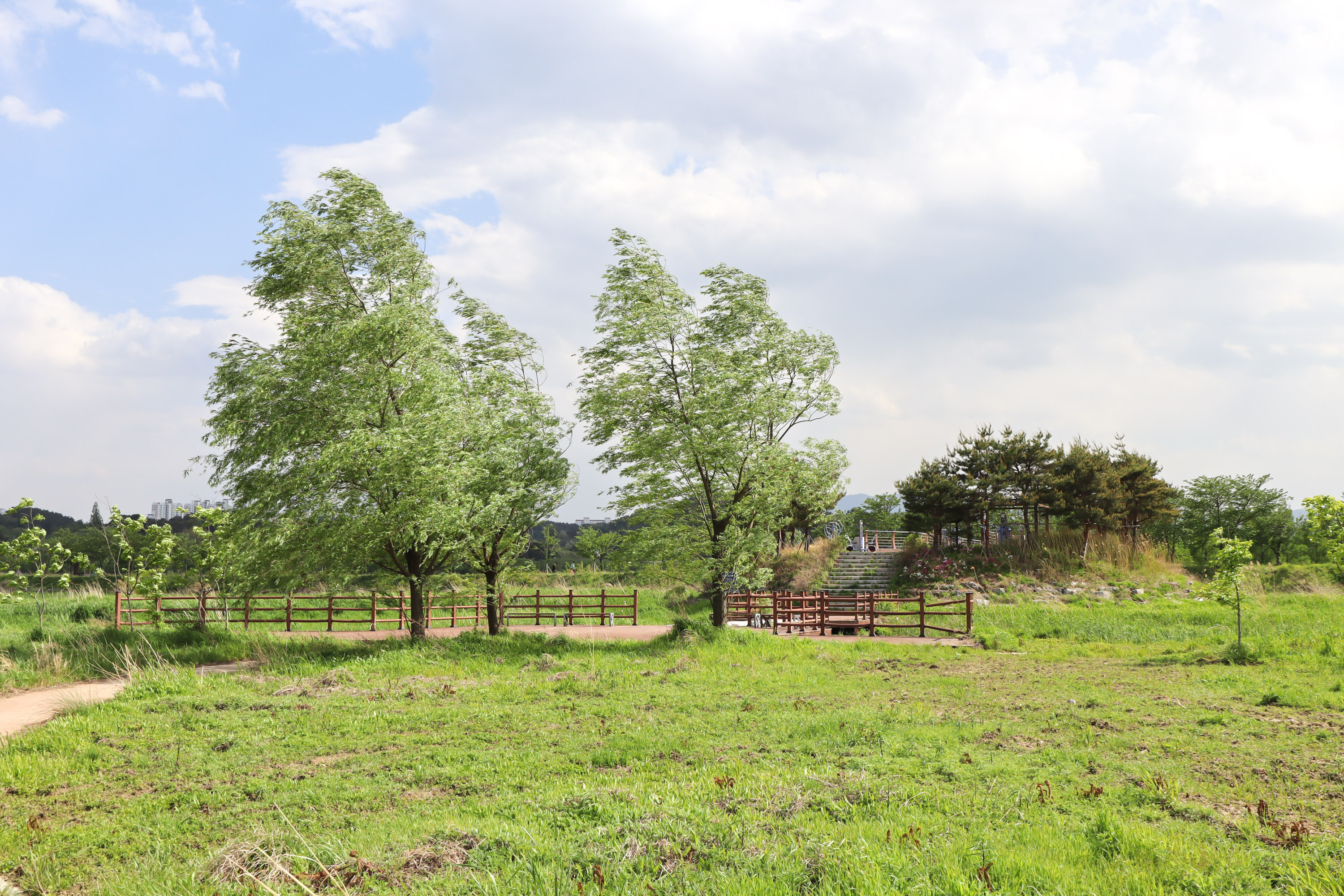
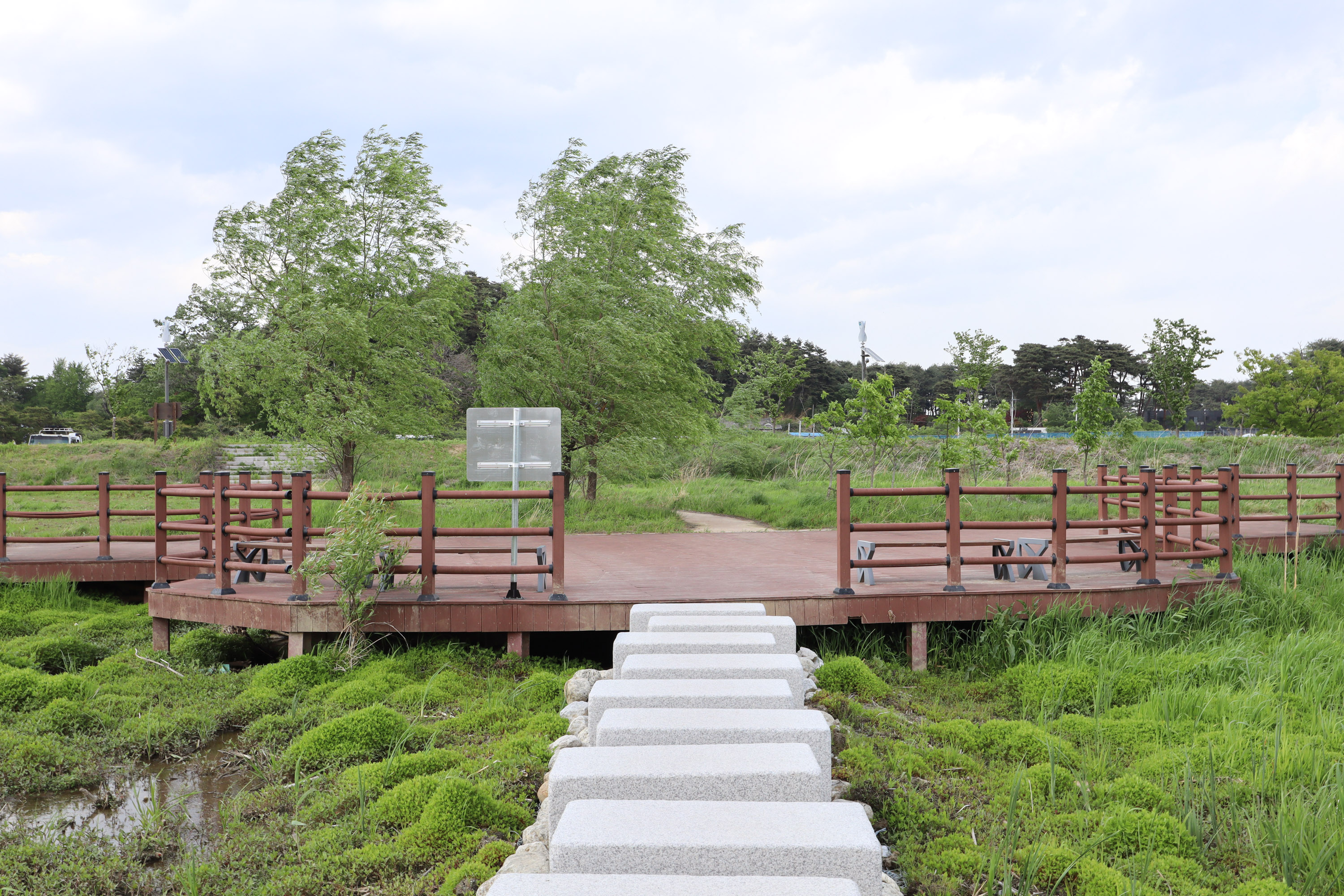
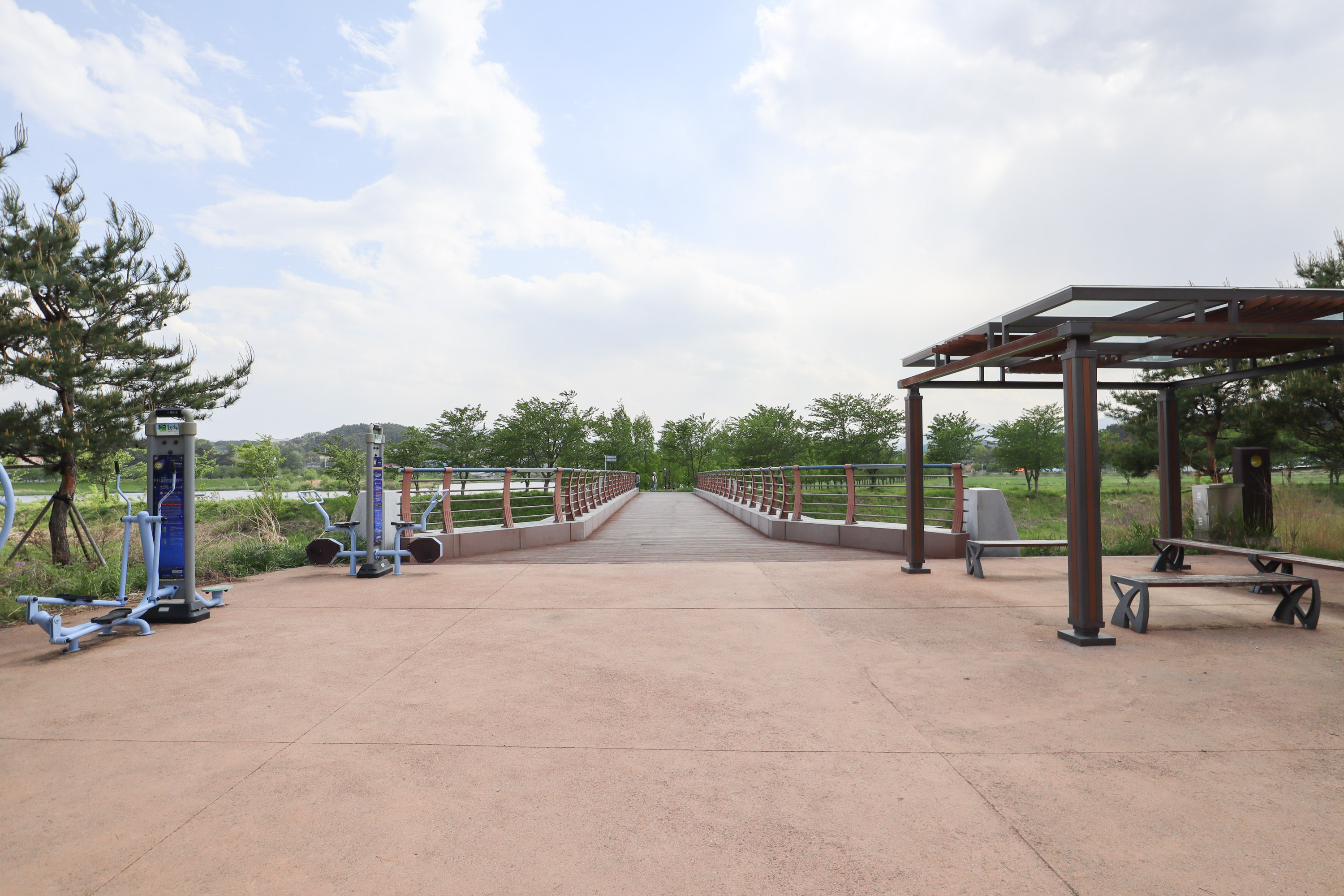
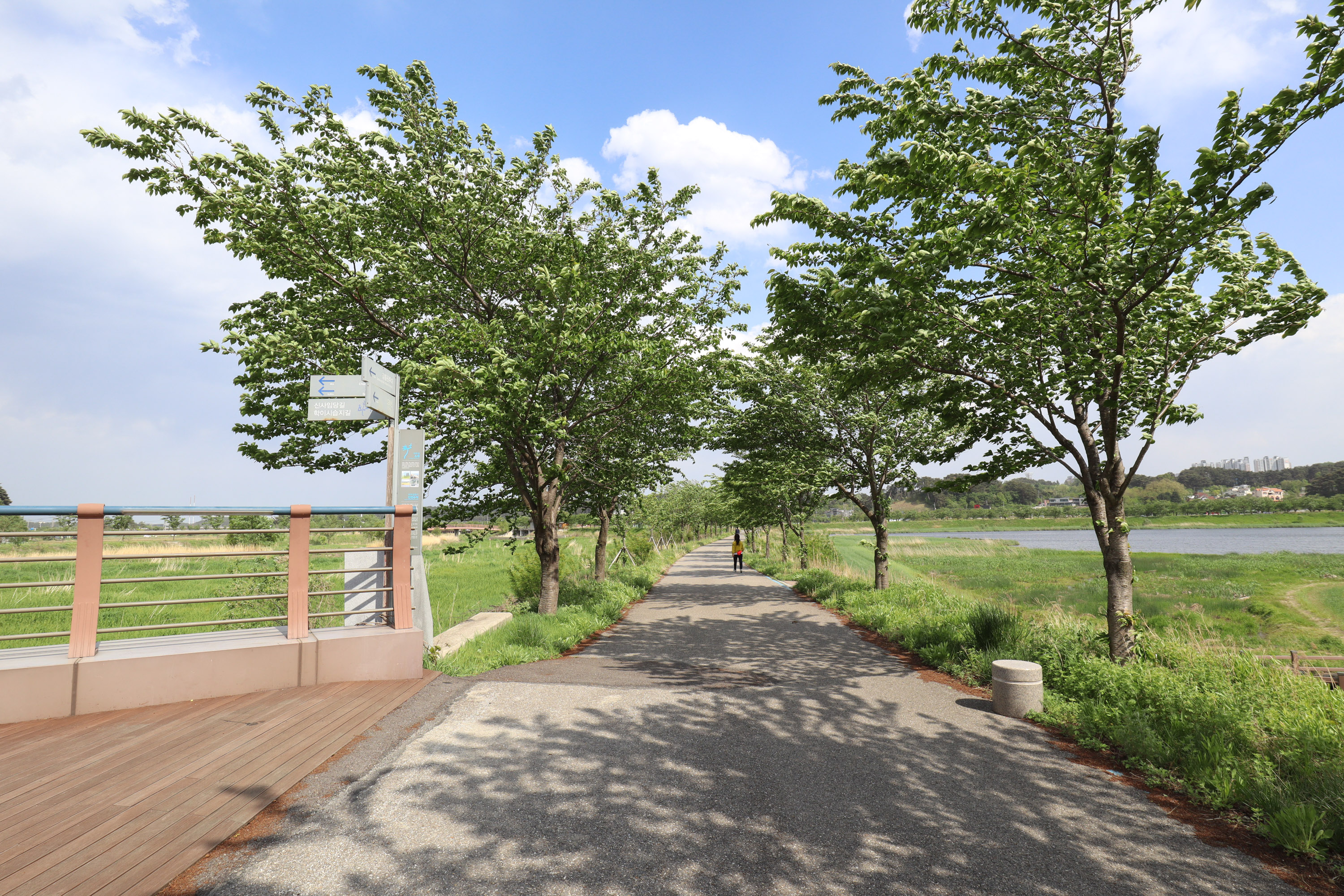
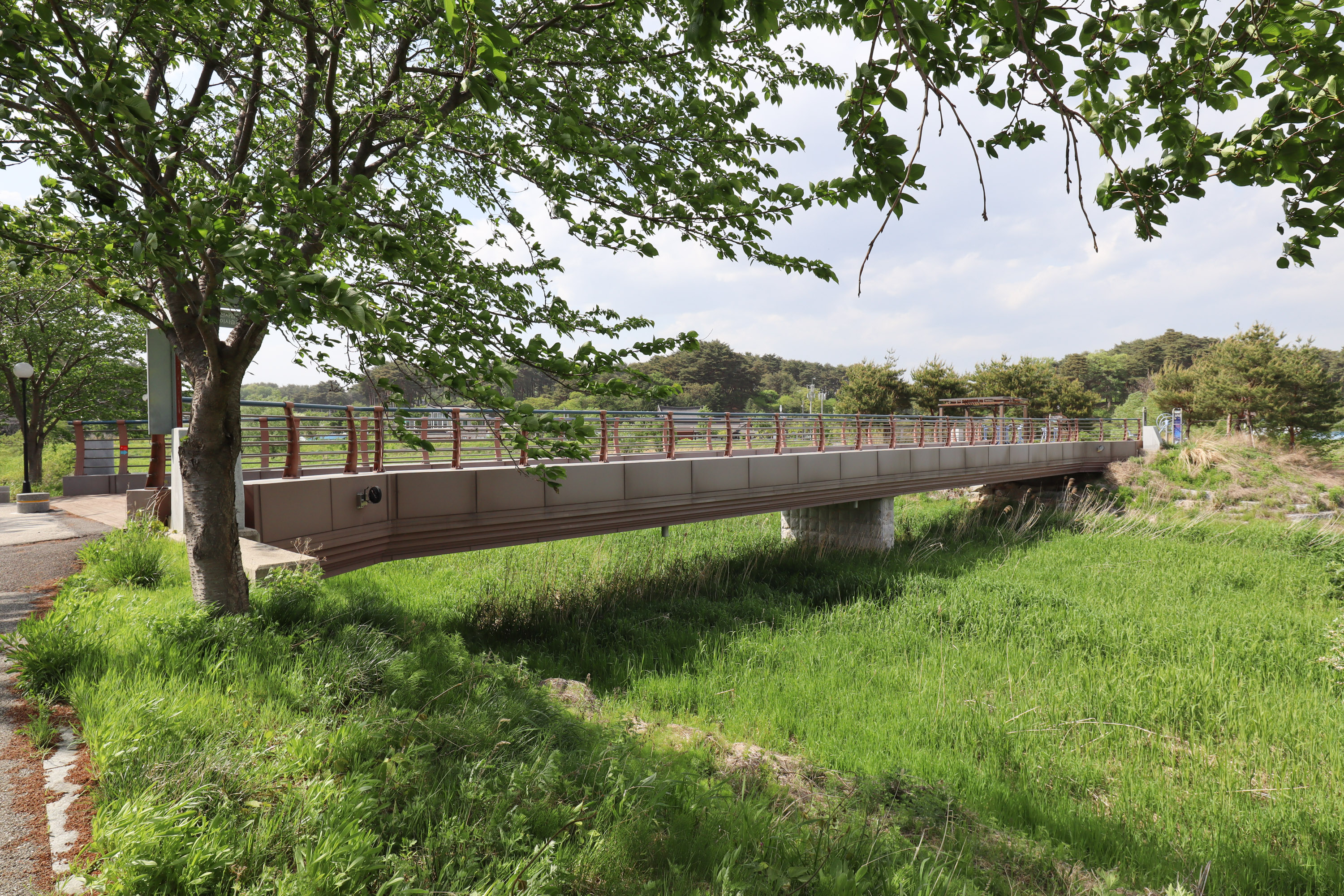
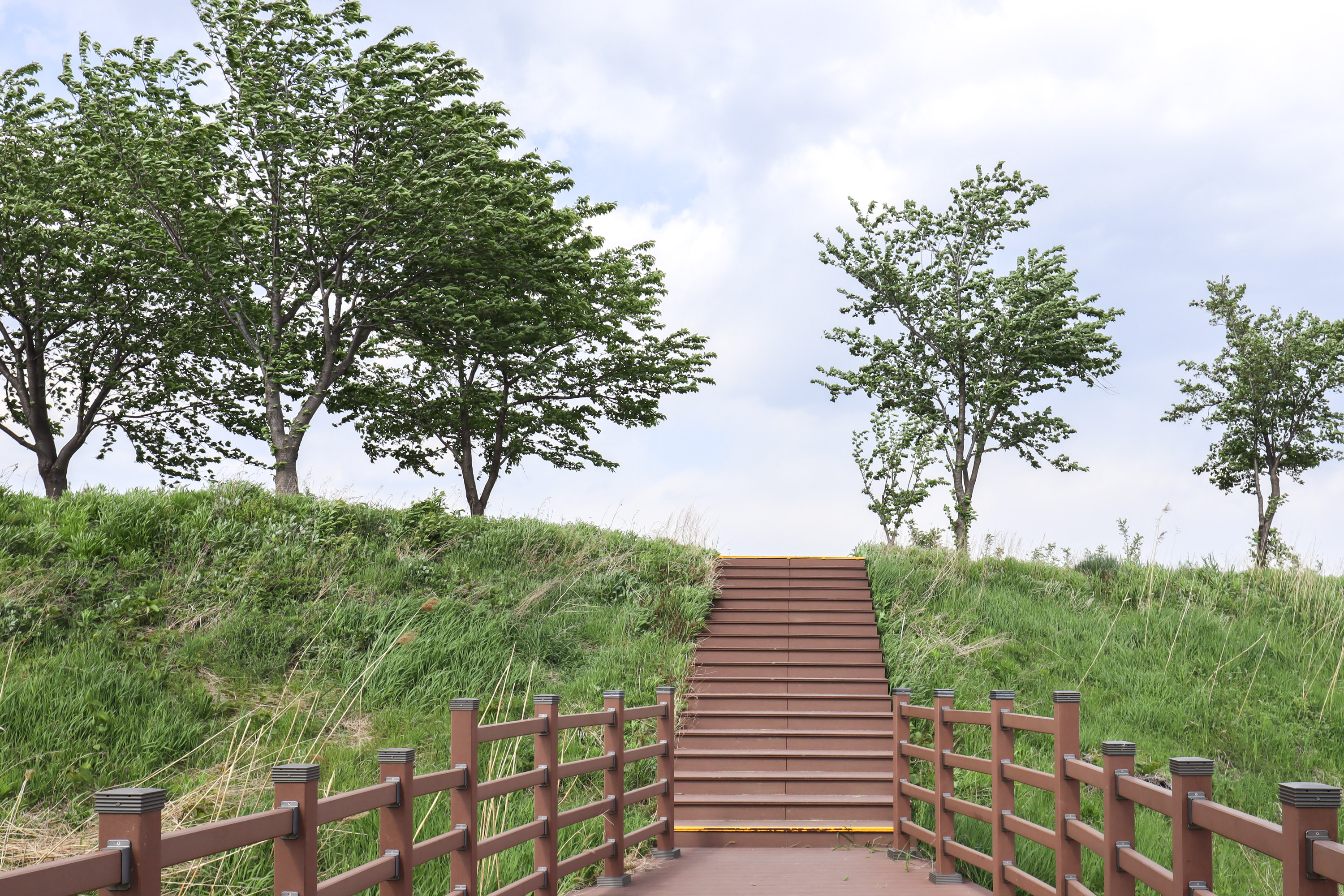
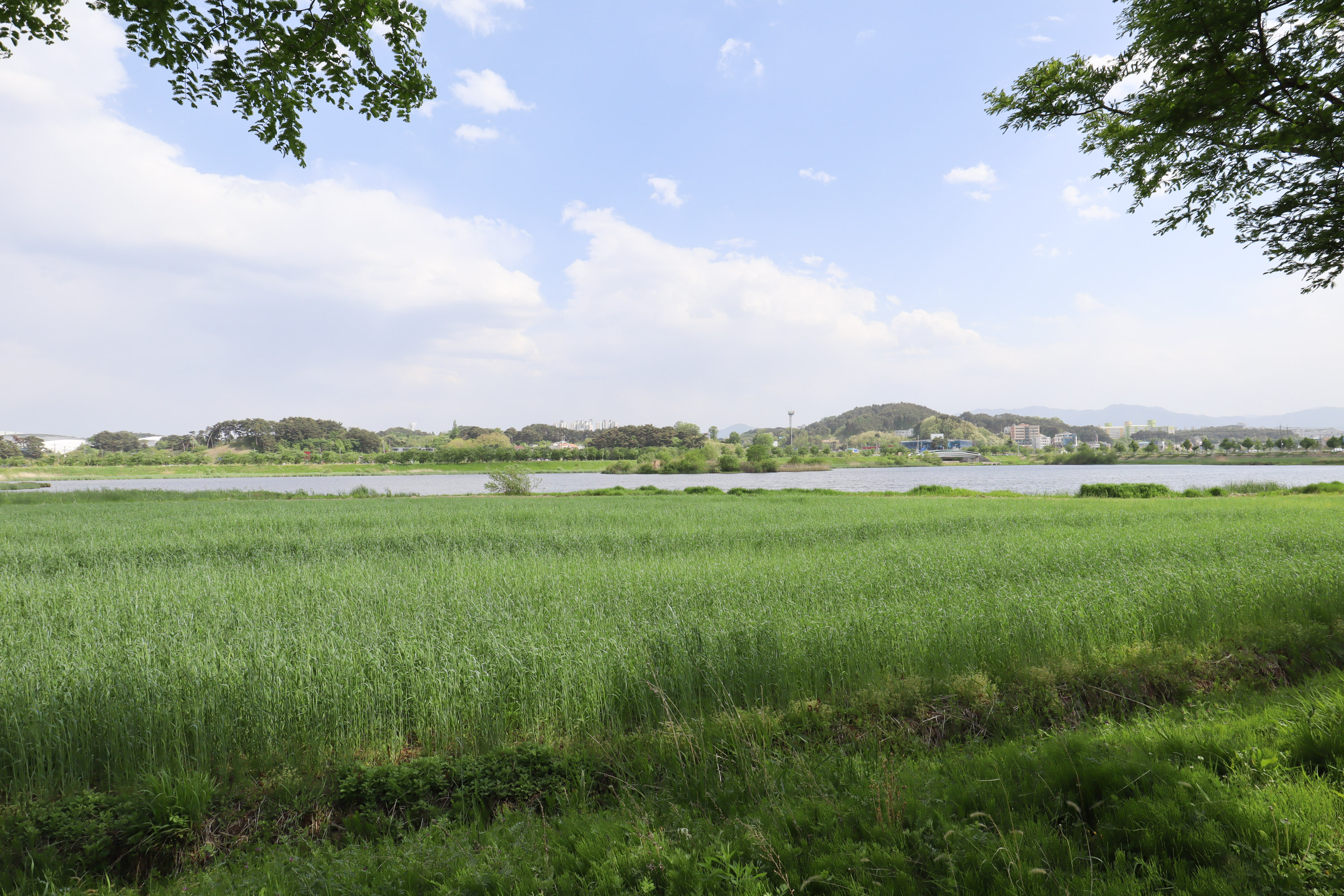
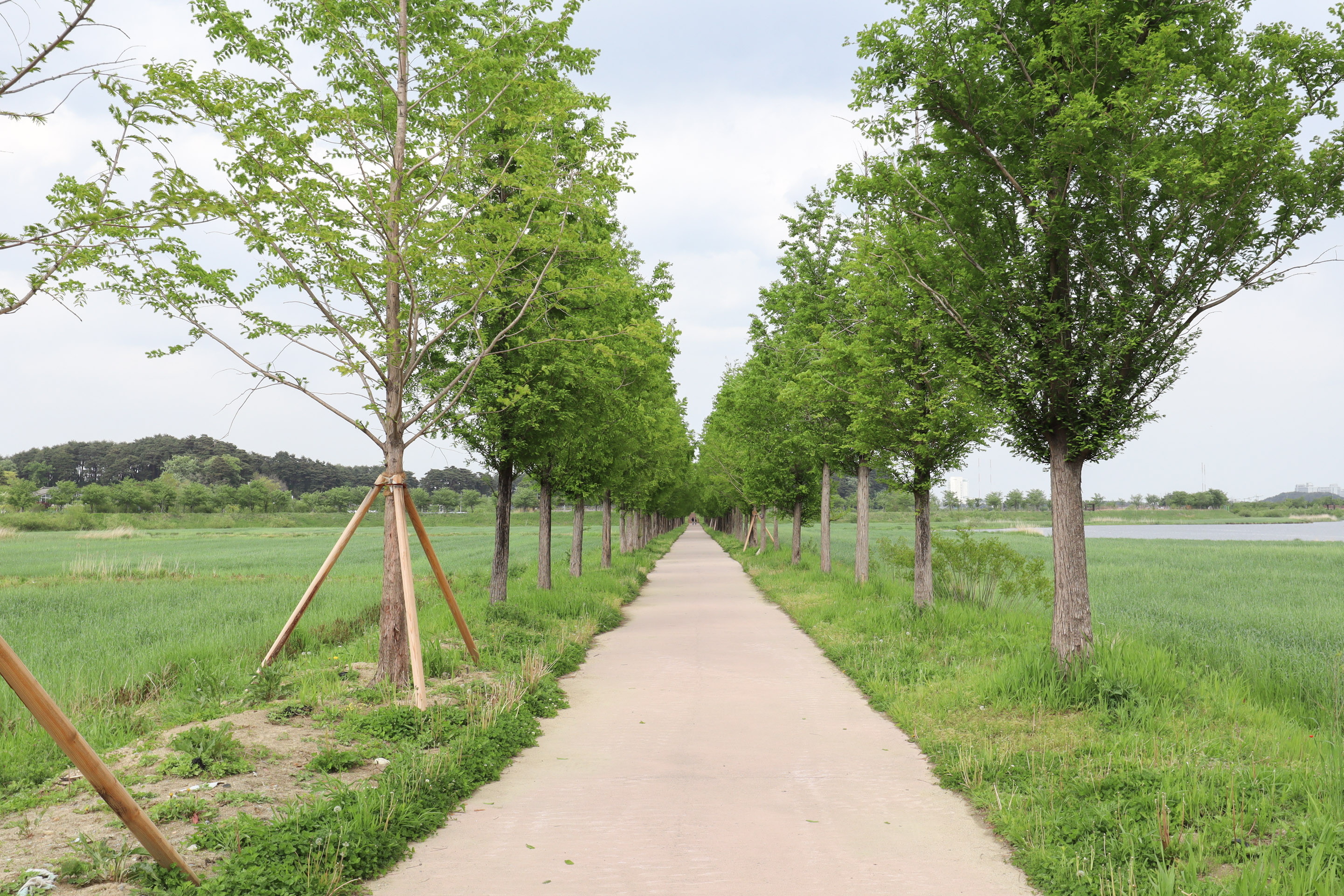
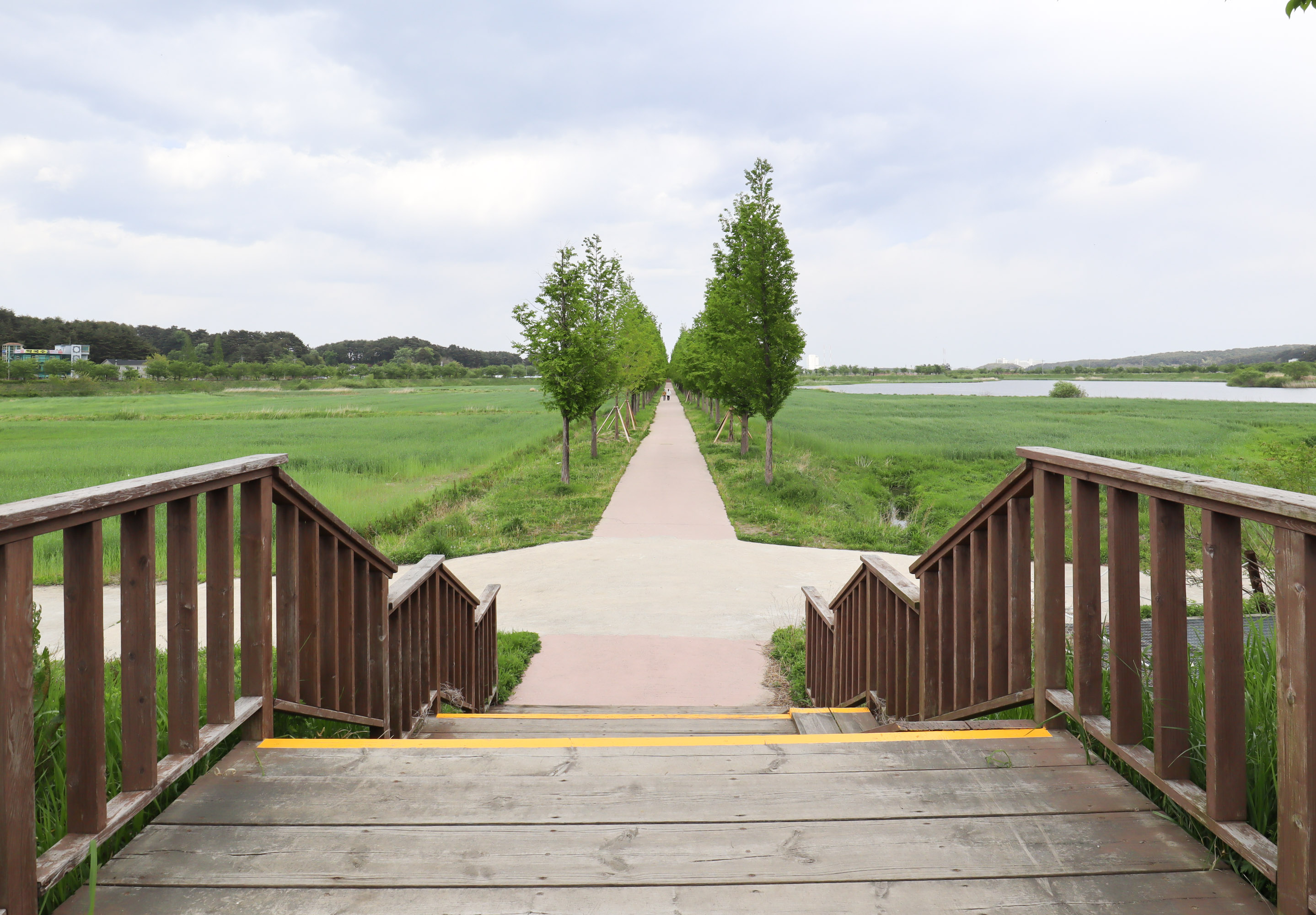

## 같이 보기
- 경포호
- 오죽헌
- 선교장